# Herman Suselbeek
Herman Suselbeek   (Silvolde, 27 de novembre de 1943) és un remer neerlandès, ja retirat, que va competir durant les dècades de 1960 i 1970.
El 1968 va prendre part en els Jocs Olímpics d'Estiu de Ciutat de Mèxic, on guanyà la medalla de plata en la prova del dos amb timoner del programa de rem. Formà equip amb Hadriaan van Nes i Roderick Rijnders.